# Jacques Brel
Jacques Romain Georges Brel (født 8. april 1929 i Schaerbeek, død 9. oktober 1978 i Bobigny) var en belgisk skuespiller, komponist og sanger.
Som søn af en velhavende belgisk fabrikant syntes tilværelsen erhvervsmæssigt og økonomisk at være veltilrettelagt. Han arbejdede i sin fars virksomhed og havde stiftet familie, men fandt det borgerlige liv monotont. Han havde fra sin ungdom spillet amatørteater, komponeret, spillet og sunget sange I 1953 indspillede han en plade, der solgte i 200 eksemplarer. En talentspejder opfordrede ham til at komme til Paris og prøve lykken i musikkens verden. Efter nogle svære år kom gennembruddet i 1957, og to år efter var han verdenskendt.
Ud over en omfattende pladeproduktion, medvirkede Brel også i flere film. Hans sange er dramatiske og fortællende om livet og almindelige mennesker – udtrykt med charme og musikalsk variation. Han fik konstateret lungekræft i 1975 og trak sig ud af showbizz og slog sig ned i Fransk Polynesien. Her tilbragte han sine sidste leveår – afbrudt af en enkelt pladeindspilning. Han ligger begravet på Hiva-Oa – side om side med Paul Gauguin. En af hans kendteste sange er "Ne me quitte pas". Brel opfattede sig som fransktalende flamlænder. Han skrev også "Le Moribond" der i 1973 blev oversat og sunget af til Terry Jacks "Seasons in the Sun"